# Giovanni Pirola
Giovanni Pirola (Vimercate, 13 febbraio 1946 – Vimercate, 15 settembre 2023) è stato un calciatore italiano, di ruolo centrocampista.

## Biografia
Giovedì 22 dicembre 2011 il Comune di Vimercate gli conferisce la benemerenza civica per meriti sportivi, definendo Giovanni Pirola come "Atleta e persona tenace e di grande combattività, nello sport e nella vita".
Il 15 settembre 2023 è deceduto all'età di 77 anni.

## Caratteristiche tecniche
Era un centrocampista dotato di buona visione di gioco, grande combattività, tenacia e corsa, tanto da essere soprannominato il maratoneta per via dei km che macinava in campo.

## Carriera
Emerge dalle categorie inferiori, per approdare alla Reggina, con la quale disputa due campionati di Serie B. Passa quindi all'Atalanta, con la quale centra una promozione in Serie A e vi resta per quattro tornei, totalizzando 146 presenze e 5 gol.
Al termine dell'esperienza bergamasca si trasferisce al Pescara nel campionato cadetto, esperienza seguita da quelle di Parma e Modena, per concludere la carriera al Pergocrema.

## Palmarès

### Club

#### Competizioni nazionali
- Serie D: 1

Bolzano: 1966-1967
- Serie C: 1

Como: 1967-1968
- Serie C2: 1

Pergocrema: 1978-1979